# Скотт та Бейлі
Скотт та Бейлі (англ. Scott & Bailey) — британський телесеріал про жінок-детективів Джанет Скотт (Леслі Шарп) та Рейчел Бейлі (Сюранна Джонс). Виходив протягом п'яти сезонів, з 2011 по 2016 роки.

## Синопсис
У серіалі розкривається особисте і професійне життя двох жінок-детективів манчестерської поліції Рейчел Бейлі та Дженет Скотт. Попри разюче несхожі характери (Скотт поміркована та практична, Бейлі імпульсивна та бунтівна), робота об'єднує колежанок і подруг, які завжди надійно прикривають одна одну: на завданні, у кабінеті боса, в залі судового засідання, в неробочих перипетіях, і, попри напружене життя, успішно розкривають заплутані справи.

## Акторський склаж
Головні дійові особи
- Леслі Шарп[en] — Джанет Скотт, детектив-констебль.
- Сюранна Джонс[en] — Рейчел Бейлі, детектив-констебль.
- Амелія Буллмор — Джілл Мюррей, головний інспектор.
- Шон Магуайр — Шон Маккартні, детектив-констебль.
- Руперт Грейвз — Нік Саваж, адвокат.
- Ніколас Глівс[en] — Енді Рупер, детектив-сержант.
- Денні Міллер[en] — Роб Ваддінгтон, детектив-сержант.

Другорядні особи
- Тоні Муні[en] — Піт Рідйон, детектив-констебль.
- Девід Прошо[en] — Іан Мітчелл, детектив-констебль.
- Бен Бетт[en] — Кевін Ламб, детектив-констебль.
- Піппа Гейвуд — Джулі Додсон, детектив-суперінтендант.
- Денні Вебб[en] — Кріс Кровлі, детектив-констебль.
- Джудіт Баркер[en] Дороті Парсонс.
- Гаррієт Волтер — Тейзі Скотт.
- Саллі Ліндсей[en] — Елісон Бейлі.
- Тоні Піттс[en] — Едріен Скотт.
- Джуді Голт[en] — Скері Мері Джексон.
- Ліам Бойл[en] — Домінік Бейлі.
- Вінсент Ріган[en] — Дейв Мюррей, детектив-суперінтендант.
- Кевін Дойл[en] — Джефф Гастінгс.
- Стів Туссен — Вілл Пембертон, детектив-суперінтендант.
- Нікола Вокер — Гелен Бартлетт.
- Шеннон Флінн[en] — Еліза Скотт.
- Керолайн Гардінг — Луїза.

## Епізоди
| Сезон | Сезон | Епізоди | На екранах      | На екранах     | Кількість глядачів (у мільйонах) |
| Сезон | Сезон | Епізоди | Прем'єра сезону | Фінал сезону   | Кількість глядачів (у мільйонах) |
| ----- | ----- | ------- | --------------- | -------------- | -------------------------------- |
|       | 1     | 6       | 29 травня 2011  | 3 липня 2011   | 7.74                             |
|       | 2     | 8       | 12 березня 2012 | 30 квітня 2012 | 6.94                             |
|       | 3     | 8       | 3 квітня 2013   | 23 травня 2013 | 6.86                             |
|       | 4     | 8       | 10 вересня 2014 | 29 жовтня 2014 | 5.73                             |
|       | 5     | 3       | 13 квітня 2016  | 27 квітня 2016 | 6.09                             |